# Panamerikanische Spiele 2015/Leichtathletik – 5000 m der Frauen
Der 5000-Meter-Lauf der Frauen bei den Panamerikanischen Spielen 2015 fand am 21. Juli im CIBC Pan Am und Parapan Am Athletics Stadium in Toronto statt.
13 Läuferinnen aus acht Ländern nahmen an den Lauf teil. Die Goldmedaille gewann Juliana Paula dos Santos nach 15:45,97,14 min, Silber ging an Brenda Flores mit 14:47,19 min und die Bronzemedaille gewann Kellyn Taylor mit 15:52,78 min.

## Rekorde
Vor dem Wettbewerb galten folgende Rekorde:
| Weltrekord        | Tirunesh Dibaba   | 14:11,15 min | Bislett Games, Oslo, Norwegen                                     | 6. Juni 2008   |
| Rekord der Spiele | Adriana Fernández | 15:30,65 min | Panamerikanische Spiele in Santo Domingo, Dominikanische Republik | 6. August 2003 |

## Ergebnis
21. Juli 2015, 10:10 Uhr
| Platz | Athletin                 | Land               | Zeit (min)  |
| ----- | ------------------------ | ------------------ | ----------- |
|       | Juliana Paula dos Santos | Brasilien          | 15:45,97 PB |
|       | Brenda Flores            | Mexiko             | 15:47,19    |
|       | Kellyn Taylor            | Vereinigte Staaten | 15:52,78    |
| 4     | Yudileyvis Castillo      | Kuba               | 15:59,44 PB |
| 5     | Alisha Williams          | Vereinigte Staaten | 16:01,59    |
| 6     | María Pastuña            | Ecuador            | 16:06,63    |
| 7     | Jessica O’Connell        | Kanada             | 16:08,41    |
| 8     | Natasha Labeaud          | Kanada             | 16:17,40    |
| 9     | Carolina Tabares         | Kolumbien          | 16:17,62    |
| 10    | Tatiele de Carvalho      | Brasilien          | 16:27,09    |
| 11    | Jovana de la Cruz        | Peru               | 16:31,94    |
| 12    | Jessica Paguay           | Ecuador            | 17:07,41    |
| 13    | Soledad Torre            | Peru               | 17:11,83    |